# 小行星1184
小行星1184（1184 Gaea）是一颗绕太阳运转的小行星，为主小行星带小行星。该小行星于1926年9月5日发现。
該小行星以希臘神話的大地女神蓋亞命名。

## 轨道参数
小行星1184的轨道半长轴为2.6672217 UA，离心率为0.073。